# Dublin (Virgínia)
Dublin é uma cidade  localizada no estado norte-americano de Virginia, no Condado de Pulaski.

## Demografia
Segundo o censo norte-americano de 2000, a sua população era de 2288 habitantes.
Em 2006, foi estimada uma população de 2216, um decréscimo de 72 (-3.1%).

## Geografia
De acordo com o United States Census Bureau tem uma área de
3,7 km², dos quais 3,7 km² cobertos por terra e 0,0 km² cobertos por água. Dublin localiza-se a aproximadamente 659 m acima do nível do mar.

## Localidades na vizinhança
O diagrama seguinte representa as localidades num raio de 28 km ao redor de Dublin.